# ヌーノ・ベッテンコート
ヌーノ・ベッテンコート（Nuno Bettencourt、1966年9月20日 - ）は、アメリカ合衆国のギタリスト、ミュージシャン。
作品が予定どおり発売されないことが多く、発売予定日が延期になること、未定になることなどが通称「ヌーノタイム」と呼ばれる。一方で、ハイセンスな作曲能力、ギターテクニックにより「ミュージシャンズミュージシャン」と呼ぶ声も多い。
その腕を買われてセッション・プレイヤーとしても活動したことがある。特に有名な仕事としてはジャネット・ジャクソンの「Black Cat」への参加があり、1990年のビルボードチャート1位獲得に貢献している。

## 略歴
1966年9月20日にポルトガルのアゾレス諸島にて10人兄弟の末っ子として生まれる。4歳の時にアメリカ・マサチューセッツ州ハドソンに家族で移る。10歳の頃からギターのみならずピアノ、ベース、ドラムなども始める。
1985年にバンド「エクストリーム」を結成し、1989年にアルバム『エクストリーム』でデビューする。1990年に発表したアルバム『ポルノグラフィティ』に収録された「モア・ザン・ワーズ」にて翌1991年に全米1位を獲得する。1996年にバンドを脱退。その後はソロなどで精力的に活動を続ける。アルバムとしては、ヌーノ (NUNO)名義で1枚、モーニング・ウィドウズ名義で2枚、ポピュレイション1名義で1枚、ドラマゴッズ名義で1枚リリースしている。
2005年にはエクストリームを一時再結成し、ツアーを行った。2007年、ペリー・ファレル（元ジェーンズ・アディクション）と共に結成したサテライト・パーティーが、デビュー・アルバム『ウルトラ・ペイローデッド』を発表。同年7月、サテライト・パーティーを脱退。2008年、エクストリームを再結成し、アルバム『サウダージ・デ・ロック』を発表した。

## 音楽性
ファンクの影響を受けていることが大きな特徴であり、エクストリームの楽曲の中でも16ビートを基調としたファンキーな曲が多い。エクストリームは1980年代に登場したLAメタルに分類されることが多いが、そのバンドの中でもエクストリームを特別たらしめている要因の中にヌーノのファンキーさがある。その為、エクストリーム自体が｢ファンク・メタル｣（レーベル名にも使われた）という新しいカテゴリーに括られる事も多かった。
エドワード・ヴァン・ヘイレンの大ファンであり、大きく影響を受けたことを公言している。エクストリームの初期の楽曲などはヴァン・ヘイレンの影響を垣間見ることができる点で典型的なアメリカン・ハードロックの要素もあるが、アレンジ、楽曲構成などは、こちらもやはり大ファンであることを公言しているクイーンの影響も色濃くある。
ファンキーなリズムを得意とする一方でギターソロなどのテクニックがあり、とくにエクストリームの1枚目・2枚目のアルバムでの演奏で日本においてギターヒーローとしての地位を確立する。弦飛び、複数弦にまたがるタッピング奏法などは現在でも高度なテクニックである。
ソロ作などにおいてはボーカルを取る。またソロ作においてはエクストリームに比べよりポップなメロディが目立つ。
使用ギターはワッシュバーン製の自身のモデル「N4」がメイン。ブリッジ側のピックアップにビル・ローレンス製L-500XLを搭載している。他にも「N6」、「P4」などのモデルも使用する。また、アコースティックギターはワッシュバーンのSBF-80という’90年代に少量だけ製造された薄型のセミソリッドエレアコを使用し、ミッドナイトエクスプレスやモアザンワーズを演奏している。
JAM Projectにもギタリストとして参加している。
2006年発売のジャニーズ内のグループである嵐のアルバム『ARASHIC』収録曲「ランナウェイ・トレイン」のギターを務める。
出身地ボストンのチームボストン・レッドソックスに所属する松坂大輔のテーマ曲「ジャイロボール」の製作に参加。『ミュージック・フロム・ザ・マウンド』に収録。

## ディスコグラフィ

### エクストリーム
- 『エクストリーム』 - Extreme (1989年)
- 『ポルノグラフィティ』 - Pornograffitti (1990年)
- 『スリー・サイズ・トゥ・エヴリ・ストーリー』 - III Sides to Every Story (1992年)
- 『ウェイティング・フォー・ザ・パンチライン』 - Waiting for the Punchline (1995年)
- 『サウダージ・デ・ロック』 - Saudades de Rock (2008年)
- 『テイク・アス・アライヴ』 - Take Us Alive (2010年) ※ライブ
- 『ポルノグラフィティ・ライヴ25』 - Pornograffitti Live 25 (2016年) ※ライブ
- 『シックス』 - Six (2023年)

### ヌーノ
- 『スキゾフォニック』 - Schizophonic (1997年)

### ヌーノ・ベッテンコート&モーニング・ウィドウズ
- 『ヌーノ・ベッテンコート&モーニング・ウィドウズ』 - Mourning Widows (1998年)
- 『ファーニッシュド・ソウルズ・フォー・レント』 - Furnished Souls For Rent (2000年)

### ポピュレイション1
- 『ポピュレイション1』 - Population 1 (2002年)
- Sessions from Room 4 (2004年) ※EP

### ドラマゴッズ
- 『ラヴ』 - Love (2005年)

### ペリー・ファレルのサテライト・パーティー
- 『ウルトラ・ペイローデッド』 - Ultra Payloaded (2007年)

## 来日公演

### 単独公演（バンド）
エクストリーム（公演）
ドラマゴッズ（公演）
- SHOWCASE GIG 2006（2006年）
  - 2月6日 東京 渋谷クラブクアトロ

### 単独公演（ソロ）
ヌーノ（公演）
- Japan Tour 1997（1997年）
  - 5月19日 東京 渋谷公会堂
  - 5月23日 大阪 松下IMPホール

ヌーノ・ベッテンコート&モーニング・ウィドウズ（公演）
- Japan Tour 1999（1999年）
  - 5月09日 横浜 横浜ベイホール
  - 5月11日 大阪 梅田HEAT BEAT
  - 5月12日 福岡 クロッシングホール
  - 5月14日 名古屋 名古屋CLUB QUATTRO
  - 5月15日 東京 渋谷公会堂
  - 7月16日 東京 渋谷ON AIR EAST

ポピュレイション1（公演）
- Japan Tour 2003（2003年）
  - 2月26日 大阪 ON AIR OSAKA
  - 2月27日 広島 広島クラブクアトロ
  - 3月01日 東京 赤坂BLITZ

ヌーノ・ベッテンコート（公演）
- Steve Lukather & Nuno Bettencourt（2004年）
  - 11月08日・9日・10日 東京 ブルー・ノート東京
  - 11月11日・12日・13日 名古屋 名古屋ブルー・ノート
  - 11月15日・16日 福岡 福岡ブルー・ノート
  - 11月18日・19日・20日 大阪 ブルー・ノート大阪
    - スティーヴ・ルカサーとの共演（1日2公演）

### フェス（ソロ）
- GUITAR WARS（2003年）[注 1]
  - 8月28日・29日 東京 赤坂BLITZ
  - 9月01日 大阪 なんばHatch
- UDO MUSIC FESTIVAL （2006年）
  - 7月22日 小山 富士スピードウェイ
  - 7月23日 泉大津 泉大津フェニックス
- GENERATION AXE -A NIGHT OF GUITARS-（2017年）[注 2]
  - 4月3日 名古屋 Zepp名古屋
  - 4月4日 大阪 Zepp難波
  - 4月6日・7日 東京 Zepp東京
- GENERATION AXE -The Guitars That Destroyed The World-（2019年）[注 2]
  - 11月25日 福岡 Zepp福岡
  - 11月26日 大阪 Zepp難波
  - 11月28日 名古屋 Zepp名古屋
  - 11月29日 東京 豊洲PIT